# Badme
Badme este un oraș din Cornul Africii, subiect al unei dispute între Eritrea și Etiopia.